# Association sportive des Dauphins noirs
 (avril 2017).
Si vous disposez d'ouvrages ou d'articles de référence ou si vous connaissez des sites web de qualité traitant du thème abordé ici, merci de compléter l'article en donnant les références utiles à sa vérifiabilité et en les liant à la section « Notes et références ».
Maillots
Actualités
L'AS Dauphins noirs est un club de football congolais basé à Goma. Le club participe à la Linafoot, la première division congolaise.

## Histoire
Le club est promu en première division pour la saison 2013. Depuis, il se maintient à ce niveau.

## Sponsoring
En 2020 le club est sponsorisé par l'eau minérale La Vie produit par Premidis SARL

## Palmarès
- LIFNOKI
  - Champion : 2012

## Entraîneurs
- Piémont Kambere
- 2013 :  Guillaume Ilunga[2]
- 2013 :  Guy Roger Limolo[3]
- 2014-2016 :  Raoul Lukusa, adj.  Amisi Kirero
- 2016 :  Chico Mukeba
- 2017 :  Pathy Lokose
- sep-nov 2017 :  Ambroise Luende[4],[5], adj.  Raoul Lukusa et  Paluku Musiki
- nov 2017-2018 :  Guy Bukasa[6], adj.  Raoul Lukusa et  Paluku Musiki
- 2018 :  Santa Malinde[7]
- 2018-2019 :  Abdoul Razack Sengamayi[8],[9], Ad.  Todet Farini[9]
- 2019 :  Omer Mbayo, Adj. Todet Farini
- 2019-2021 :  Todet Farini
- 2021-2022 :  John Birindwa[10],[11]
- sep 2022- :  Guy Bukasa[12]
- 2023 :  Hitachi Monsemvula[13], adj.  Guy Lusadisu
- 2023-2024 :  Guy Lusadisu[14]
- 2024- :  Kiki Makengele[15]

## Presidents
- 2013 :  Songo Kasereka[2]